# Comical
Comical es un programa en licencia libre que tiene como función primordial la lectura de archivos de Historieta o Cómic. Permite leer una gran cantidad de formatos, incluido .zip y .rar.

## Descripción
Comical es un lector de cómics que lee una gran cantidad de formatos. Fue desarrollado por James Athey, quien sin embargo dejó el proyecto en su versión 0.8. Comical tiene una interfaz sencilla y buenas herramientas que hacen parecer que la lectura de un cómic sea real. Posee dos barras de tareas y dos paneles.

Es utilizado primordialmente para leer archivos .cbr y .cbz, pero lee también JPEG, PNG, GIF y TIFF.

Es el principal competidor de otros programas de esta clase, como CDisplay o Coview. Posee varias opciones, entre ellas Zoom in y Zoom Out, permite ver dos páginas en el visor, y carga muy rápido.

Sus principales fallas son pocas, pero entre ellas está que no permite hacer anotaciones, y tampoco cambiar el brillo y el contraste de la pantalla.

## Interfaz y herramientas
1. Panel de vista General, muestra las páginas del cómic. 

2. Panel de lectura. Es el componente principal, muestra una página para ser leída. 

3. Barra de herramientas. Contiene las herramientas para desplazarse de hoja, activar reproducción automática, etc.]]
Comical está formado por un panel de lectura, un panel de vista general (en donde se muestran las páginas del cómic) y la barra de herramientas. Con la ejecución del programa, Comical automáticamente pide un archivo para abrir y mostrar. Las herramientas que el programa posee son:
- Permite rotar las páginas a la izquierda o derecha.
- Zoom in y Zoom out personalizable o con las opciones por defecto.
- Tiene las herramientas de navegación: siguiente página, página anterior...
- Pantalla completa.
- Modo página doble o única.